# Дехидратация
Дехидратацията (също обезводняване) е биохимичен процес, при който се отнема вода от веществото и то се изсушава. На всеки един организъм е нужно вода и постоянна хидратация. При човека дехидратацията е срещано явление и се изразява с гадене, сухота в устната кухина, напукване на кожата, сухи устни и в редки случаи обриви. За да се избегне трябва да се пие поне по 1,5 литра вода и други хидратиращи напитки, които снабдяват с вода, да се приемат плодове и зеленчуци. В кулинарията дехидратацията бива 2 вида: обратима (при сушени плодове) и необратима (при месо, птици, риба).
Дехидратацията се появява, когато в организма не се предоставя нужното количество вода. На дехидратация са изложени хора, които стоят на слънце дълго време, пушачите, защото никотина и съставките в цигарата изсушават целия човешки организъм.
Повечето хора могат да толерират 3-4% спад на общата вода в организма без трудности и без неблагоприятни последици за здравето. Спад с 5-8% може да доведе до умора и замаяност, а спад с над 10% води до физическа и психическа отпадналост и тежка жажда. Между 15 и 25% липса на вода в тялото настъпва смърт. Дехидратацията води до хипернатриемия - високо ниво на натриеви йони в кръвта.